# Nuoto sincronizzato ai campionati mondiali di nuoto 2015
Le gare di nuoto sincronizzato ai campionati mondiali di nuoto 2015 si sono svolte dal 25 luglio al 1º agosto 2015. Gli eventi si sono disputati alla Kazan Arena di Kazan'.

## Calendario
Orario locale (UTC+3).
| Data           | Ora   | Evento                        |
| -------------- | ----- | ----------------------------- |
| 25 luglio 2015 | 09:00 | Preliminari singolo tecnico   |
| 25 luglio 2015 | 11:45 | Preliminari duo misto tecnico |
| 25 luglio 2015 | 14:00 | Preliminari squadre tecnico   |
| 25 luglio 2015 | 17:30 | Finale singolo tecnico        |
| 26 luglio 2015 | 09:00 | Preliminari duo tecnico       |
| 26 luglio 2015 | 14:00 | Preliminari libero combinato  |
| 26 luglio 2015 | 17:30 | Finale duo tecnico            |
| 26 luglio 2015 | 19:15 | Finale duo misto tecnico      |
| 27 luglio 2015 | 09:00 | Preliminari singolo libero    |
| 27 luglio 2015 | 17:30 | Finale squadre tecnico        |
| 28 luglio 2015 | 09:00 | Preliminari duo libero        |
| 28 luglio 2015 | 11:45 | Preliminari duo misto libero  |
| 28 luglio 2015 | 17:30 | Preliminari squadre libero    |
| 29 luglio 2015 | 17:30 | Finale singolo libero         |
| 30 luglio 2015 | 17:30 | Finale duo libero             |
| 30 luglio 2015 | 19:15 | Finale duo misto libero       |
| 31 luglio 2015 | 17:30 | Finale squadre libero         |
| 1º agosto 2015 | 17:30 | Finale libero combinato       |

## Podi
| Evento                                | Oro | Punti   | Argento | Punti   | Bronzo | Punti   |
| Singolo                               | |         | |         | |         |
| Programma tecnico (Dettagli)          | Svetlana Romašina | 95,2680 | Ona Carbonell | 93,1284 | Sun Wenyan | 91,5479 |
| Programma libero (Dettagli)           | Natal'ja Iščenko | 97,2333 | Huang Xuechen | 95,7000 | Ona Carbonell | 94,9000 |
| Duo                                   | |         | |         | |         |
| Programma tecnico (Dettagli)          | Russia Natal'ja Iščenko Svetlana Romašina | 95,4672 | Cina Huang Xuechen Sun Wenyan | 93,3279 | Giappone Yukiko Inui Risako Mitsui | 92,0079 |
| Programma libero (Dettagli)           | Russia Natal'ja Iščenko Svetlana Romašina | 98,2000 | Cina Huang Xuechen Sun Wenyan | 95,9000 | Ucraina Lolita Ananasova Anna Vološyna | 93,6000 |
| Duo misto                             | |         | |         | |         |
| Programma tecnico (Dettagli)          | Stati Uniti Christina Jones Bill May | 88,5108 | Russia Aleksandr Mal'cev Darina Valitova                                                                                                | 88,2986 | Italia Manila Flamini Giorgio Minisini | 86,3640 |
| Programma libero (Dettagli)           | Russia Aleksandr Mal'cev Darina Valitova | 91,7333 | Stati Uniti Kristina Lum Bill May | 91,4667 | Italia Giorgio Minisini Mariangela Perrupato                                                                                                   | 89,3333 |
| Squadre                               | |         | |         | |         |
| Programma tecnico (Dettagli)          | Russia Vlada Čigirёva Aleksandra Packevič Alla Šiškina Anželika Timanina Svetlana Kolesničenko Elena Prokof'eva Marija Šuročkina Gelena Topilina Michaėla Kalanča* Lilija Nizamova*                                   | 95,7457 | Cina Gu Xiao Huang Xuechen Liang Xinping Tang Mengni Guo Li Li Xiaolu Sun Wenyan Zeng Zhen Xiao Yanning* Yin Chengxin*                  | 94,4605 | Giappone Aika Hakoyama Kei Marumo Kanami Nakamaki Kano Omata Yukiko Inui Risako Mitsui Mai Nakamura Kurumi Yoshida Aiko Hayashi* Asuka Tasaki* | 92,4133 |
| Programma libero (Dettagli)           | Russia Vlada Čigirёva Aleksandra Packevič Alla Šiškina Anželika Timanina Svetlana Kolesničenko Elena Prokof'eva Marija Šuročkina Gelena Topilina Lilija Nizamova* Darina Valitova*                                    | 98,4667 | Cina Gu Xiao Li Xiaolu Sun Wenyan Yin Chengxin Guo Li Liang Xinping Tang Mengni Zeng Zhen Huang Xuechen* Xiao Yanning*                  | 96,1333 | Giappone Aika Hakoyama Yukiko Inui Risako Mitsui Mai Nakamura Aiko Hayashi Kei Marumo Kanami Nakamaki Kurumi Yoshida Kano Omata* Asuka Tasaki* | 93,9000 |
| Programma libero combinato (Dettagli) | Russia Vlada Čigirёva Svetlana Kolesničenko Aleksandra Packevič Alla Šiškina Anželika Timanina Michaėla Kalanča Liliia Nizamova Elena Prokof'eva Marija Šuročkina Gelena Topilina Svetlana Romašina* Darina Valitova* | 98,3000 | Cina Gu Xiao Li Xiaolu Sun Wenyan Tang Mengni Yin Chengxin Guo Li Liang Xinping Sun Yijing Xiao Yanning Zeng Zhen Huang Xuechen* Li Mo* | 96,2000 | Giappone Aika Hakoyama Yukiko Inui Risako Mitsui Mai Nakamura Asuka Tasaki Aiko Hayashi Kei Marumo Kanami Nakamaki Kano Omata Kurumi Yoshida   | 93,8000 |

* Riserva

## Medagliere
| Pos.   | Paese       | Oro | Argento | Bronzo | Totale |
| ------ | ----------- | --- | ------- | ------ | ------ |
| 1      | Russia      | 8   | 1       | 0      | 9      |
| 2      | Stati Uniti | 1   | 1       | 0      | 2      |
| 3      | Cina        | 0   | 6       | 1      | 7      |
| 4      | Spagna      | 0   | 1       | 1      | 2      |
| 5      | Giappone    | 0   | 0       | 4      | 4      |
| 6      | Italia      | 0   | 0       | 2      | 2      |
| 7      | Ucraina     | 0   | 0       | 1      | 1      |
| Totale | Totale      | 9   | 9       | 9      | 27     |